# DoPDF
DoPDF (Eigenschreibweise: doPDF) ist ein Drucker für das Portable Document Format (PDF), der von Softland entwickelt wurde und es jeder druckfähigen Anwendung ermöglicht, eine PDF-Datei zu erstellen. Die Auflösung der erstellten PDF-Dateien kann manuell oder automatisch eingestellt werden. doPDF ist Freeware, das Werbung anzeigt.
doPDF ist die vereinfachte Version von Softlands kommerzieller Software novaPDF, die zusätzliche Funktionen wie Advanced Encryption Standard, Passwortschutz, digitale Signatur, URL-Linkunterstützung, Wasserzeichen für Text/Bilder, die Auswahl der PDF-Version und mehr bietet.

## Funktionen
Softlands doPDF ist eine Freeware-Anwendung, die für den kommerziellen und persönlichen Gebrauch lizenziert ist. Es unterstützt 32-Bit- und 64-Bit-Versionen von Windows 11, Windows 10, Windows 8, Windows 7, Vista, 2019, 2016, 2012 und 2008 R2. Frühere Versionen bis Version 9 unterstützten auch XP, Windows Server 2000, 2003 und 2008.
Die Anwendung erlaubt benutzerdefinierte Auflösungen von 72 bis 2400 dpi sowie vordefinierte und benutzerdefinierte Seitenformate. PDFs, die aus Textdokumenten erstellt werden, bleiben in allen unterstützten Sprachen durchsuchbar.
Ältere Versionen von doPDF benötigen weder Ghostscript noch .NET und sind daher eigenständig. Sie hatten eine sehr kleine Downloadgröße, die in doPDF-Version 6.3.311 bei 1,73 MB und in Version 7.0.321 bei 2,98 MB lag. Neuere Versionen sind auf über 60 MB angewachsen. Softland behauptet, dass doPDF im Betrieb „kaum Ressourcen benötigt – im Vergleich zu anderen kostenlosen PDF-Konvertern benötigt doPDF kaum Speicher oder CPU-Ressourcen beim Konvertieren in PDF.“
Nach der Installation kann doPDF durch Auswahl des doPDF-Druckers im Druckmenü oder -dialog einer beliebigen druckfähigen Windows-Anwendung aufgerufen werden. Die Anwendung fragt den Benutzer, wo das Dokument gespeichert werden soll, druckt es als PDF-Datei und öffnet es im Standard-PDF-Anzeigeprogramm des Benutzers.
Seth Rosenblatt, Rezensent bei Download.com, schrieb über doPDF 6.2.301.
Das Unternehmen veröffentlichte Version 7 dieser Anwendung Anfang Dezember 2009. Diese neue Version bietet vollständige Kompatibilität mit Windows 7 und Unterstützung für Type 1-Schriften. Statt die gesamte Schriftdatei einzubetten, bettet doPDF 7 nur Schriftuntergruppen ein, was die PDF-Dateigröße verringert.

## Auszeichnungen und Anerkennungen
- doPDF wurde von BetaNews als Editor’s Pick ausgezeichnet[8]
- Download des Tages am 7. März 2007 bei LifeHacker[9]
- Ausgewählt von Softpedia, bewertet mit 4,2/5 Sehr Gut[10]

## Referenzen
1. ↑  Seth Rosenblatt: Get basic print-to-PDF features. 11. November 2024, abgerufen am 11. Mai 2025 (englisch).
2. ↑  The Kim Komando Show: An easy way to do PDFs. 2009, archiviert vom Original am 12. April 2010; abgerufen am 11. Mai 2025 (englisch).
3. ↑  novaPDF – doPDF. In: dopdf.com. (englisch).
4. 1 2  Previous Versions – doPDF. In: dopdf.com. (englisch).
5. 1 2 3  Softland: doPDF Free PDF converter. 2022, abgerufen am 10. Mai 2022 (englisch).
6. ↑  PDF ausfüllen und korrigieren mit einem PDF Editor. In: pdfguru.com. Abgerufen am 8. November 2024.
7. ↑  Softland: doPDF version 7 is here. Dezember 2009, archiviert vom Original am 5. Dezember 2009; abgerufen am 11. Mai 2025 (englisch).
8. ↑  Fileforum: doPDF 11.9.436 6.3.311. 16. November 2023, abgerufen am 11. Mai 2025 (englisch, Fileforum – Betanews: die Version „doPDF 6.2.301“ (Mai 2009) wurde als Editor’s Pick ausgezeichnet).
9. ↑  Adam Pash: Download of the Day: doPDF (Windows). März 2007, archiviert vom Original am 26. November 2009; abgerufen am 11. Mai 2025 (englisch).
10. ↑  Softpedia: doPDF 6.3 Build 311. November 2009, abgerufen am 11. Mai 2025 (englisch).